# Осинки (Смоленская область)
Осинки — деревня в Гагаринском районе Смоленской области России. Входит в состав Гагаринского сельского поселения. Население — 7 жителей (2007 год). Постоянное население (весь год) — 4 жителя. В тёплое время май-октябрь 24 жителя (2022 год). Ул. Липовая, вдоль которой стоят дома, названа в честь старой липы, заставшей Великую Отечественную войну, и лип, достающих до проводов, отчего иногда бывают перепады электричества. До оккупации немцами, по словам старожилов, деревня была больше по количеству домов и ведению хозяйства, содержались лошади, куры, гуси, утки и коровы. Куры содержались в одном доме до 2020 года, пока петуха не съела лиса. В деревню регулярно, особенно в запущенные участки приходят дикие животные. Кроме лис, здесь находили заячьи следы, бобров, белок, куниц и кабанов. Очень пёстрая птичья фауна, ночью совы, днём орлы и ястребы. Наиболее распространены дрозды-рябинники, синицы, трясогузки, соловьи, гаички, овсянки, пеночки, чечевицы, иволги, славки, ласточки. 
Расположена в северо-восточной части области в 15 км к северо-востоку от Гагарина, в 23 км севернее автодороги М1 «Беларусь». В 19 км юго-западнее деревни расположена железнодорожная станция Гагарин на линии Москва — Минск.

## История
В годы Великой Отечественной войны деревня была оккупирована гитлеровскими войсками в октябре 1941 года, освобождена в марте 1943 года.